# Aderus trifasciatus
Aderus trifasciatus es una especie de coleóptero de la familia Aderidae. Fue descrita científicamente por George Charles Champion en 1890.

## Distribución geográfica
Habita en Panamá, Guatemala, Granada y posiblemente Brasil.